# アメリカ英語とイギリス英語の比較

国際的な英語の綴り方の比較

この項目では、アメリカ英語とイギリス英語の比較（アメリカえいごとイギリスえいごのひかく）について解説する。

## 概要
英語は16世紀後半から17世紀前半に始まるイギリスの植民地化によりアメリカ州に伝えられた。英語はイギリスの通商と植民地化やかつてのイギリス帝国の拡大の結果として数多の地域にも拡大し、1921年までに世界の人口の約4分の1に当たる4億7000万人から5億7000万人が含まれた。新聞や教科書に見られるイギリス英語とアメリカ英語の書き言葉には、稀に顕著な違いはあるが、本質的な特徴においてほとんど違いはない。
アメリカ州（特にアメリカ合衆国）とイギリスで使われる英語の形態は、過去400年を超えて（大きくはないが）分岐しており、現在しばしばアメリカ英語やイギリス英語と呼ばれる形式に至っている。これら2つの間の違いには発音や文法、語彙、綴り、句読法、熟語、日付や数字の書式がある。しかし書き言葉とほとんどの話し言葉の文法構造の違いは、相互理解可能性の観点において英語の他の側面における違いよりも小さい傾向がある。いくつかの単語は英米両語において完全に異なる意味を持つ。また、知られてさえいない単語や、一方では使われない単語もある。ノア・ウェブスターはこれらの違いの定式化に貢献した。ウェブスターは、アメリカ合衆国の人々がイギリスで話されている言葉と違う方言（地方訛りによく似ているもの）を話すことを示す意図を持って最初のアメリカ英語の辞書（1828年出版）を執筆した。
アメリカ英語とイギリス英語のこの分岐は、ユーモアのある論評をもたらす機会にもなった。例えばフィクションでジョージ・バーナード・ショーはアメリカ合衆国とイギリスは「共通の言語によって分けられた2つの国である」と言っているし、オスカー・ワイルドは「今日私達は実際にアメリカと全てを共有している、もちろん言語を除いて」（カンタベリーゴースト（1888年））と言っている。ヘンリー・スウィートは間違って1877年に1世紀以内にアメリカ英語とオーストラリア英語、イギリス英語は相互理解できないようになると予測した（A Handbook of Phonetics）。おそらくラジオやテレビ、インターネット、グローバリゼーションを通じたさらなる世界的コミュニケーションは、地域的な違いを減少させる傾向がある。このことはあらゆる場所で廃れることになる違いや（例えば次第に "the radio" に取って代わられる "the wireless"）「申し分ない英語」としての広範な違いの容認につながり得る。
話し言葉のアメリカ英語とイギリス英語は互いに理解できるが、まれに当惑させる原因となり得る違いがある。例えばアメリカ英語でrubber（ゴム）は通常eraser（消しゴム）よりはcondom（コンドーム）と理解され、アメリカ英語のfanny（尻）がbuttやass（アメリカ合衆国）またはarse（イギリス）の意味になる一方で、イギリスのfannyは、女性器の意味になる。

## 派生語と複合語
- 方向接尾辞 -ward(s): イギリス英語ではforwards、towards、rightwardsのようにsのつく形が、アメリカ英語ではforward、toward、rightwardのようにsのつかない形が標準である。とはいえ、実際の会話でどちらの形が使われるかは場合による。イギリス英語とされるafterwards、towards、backwardsは、アメリカでもおかしいというほどではない。イギリスでアメリカ式のupwardやrightwardが使われるケースはさらに多く、forwardはlook forward toのような句動詞の中ではsのない方が標準である[5][6][7]。sの有無は英米の差ではなく品詞の使い分けである場合もある。sのつく形は副詞（またはtowardsのように前置詞）として使われるが、形容詞として使われることはまれである。「上向きの運動」という場合には、イギリスでもアメリカ同様sなしの「upward motion」である。1897年のオックスフォード英語辞典は-wardsを伴う語群は副詞としてより明確な方向性があるとして-wardを伴う語群と別語と考えることを提案しているが、後世の権威例えばファウラー（英語版）はこの主張に意義を唱えている。
- アメリカ英語ではI used to stay out eveningsやthe library is closed on Saturdaysのように繰り返しを示す副詞や習慣的な行動を形作るのにdayやnight、evening、weekend、Mondayなどに自由に接尾辞-sを加える。この使い方は古英語に起源があるが、この構文の多くは、現在アメリカ英語とみなされている（例えばオックスフォード英語辞典はnightsをto sleep nightsのような構文について「今日では主に北アメリカの口語体」と位置付けているが、to work nightsはイギリス英語では一般的である）。
- イギリス英語では-er接尾辞は一般的にフットボールに（クリケット、しばしばネットボール、稀にバスケットボールやバレーボールにも）付く。アメリカ英語では普通football playerを使う。スポーツ名が動詞として使える場合には、接尾辞に共に多様性があるのが普通である。例えばゴルファーやボウラー（ボウリングやローンボウルズにおける）、シューターのように。アメリカ英語では時にビデオゲームNBAボーラー（英語版）のようにバスケットボール選手に対する俗語であるボーラーというイギリス英語の形態を用いるようである。しかしこの言葉はバスケットボールをすることを意味する動詞であるto ballの俗語的使用に由来している。
- 英語を書く人は、どこでも稀に共通の熟語から新しい複合語を作っていて、例えばhealth careは現在大西洋の両側でhealthcareに置き換えられてきている。しかしアメリカ英語では依然イギリス英語の熟語として扱われるこの形態の単語を作ってきている。
- 動詞＋名詞の形態の複合名詞（英語版）では時にアメリカ英語はイギリス英語が動名詞を好む場面で原形不定詞の方を好む。例として（アメリカ英語が左側）jump rope/skipping rope（縄跳び）やracecar/racing car、rowboat/rowing boat、sailboat/sailing boat、file cabinet/filing cabinet、dial tone/dialling tone、drainboard/draining boardがある。
- 一般にアメリカ英語は語尾変化した接尾辞を落とす傾向があり、歯切れのよい形態の方を好む。cookbookとcookery bookやSmith, age 40とSmith, aged 40、skim milkとskimmed milk、dollhouseとdolls' house、barber shopとbarber's shopを比較されたい[8]。
- ある国の単数形は、別の国では複数形になり得て、逆もまた同様である。例えばアメリカ合衆国ではdrug problemがある一方で、イギリスではdrugs problemがあり（単数形の用法は一般にイギリスでも使われるが）、アメリカでは新聞のsportsコーナーがあり、イギリスではsportコーナーとなる可能性の方が高い。しかしアメリカ英語ではmathが使われるようにイギリス英語ではmathsが単数形である。どちらもmathematicsの省略形である。
- アメリカ英語ではフランス以外の国に起源のある単語がある一方でイギリス英語の単語にはフランス語に由来するものがあり、例えばアメリカ英語のeggplant（ナス）やzucchini（ズッキーニ）は、イギリス英語ではaubergineやcourgetteである。
- 同様にアメリカ英語は稀にスペイン語に対応する言葉で伝統的な英単語に置き換わってきている。このことは特にかつて大量のヒスパニック移民を経験した地域同様に（都市部の中心地のように）歴史的にスペイン植民地に（南西部やフロリダ州のように）影響される地域に共通している。例えば、アメリカの食料品店ではcoriander（コリアンダー）やcamomile（カモミール）よりもcilantroやmanzanillaのようなスペイン語式の名前が好まれることがある。

## 語彙
異なる地域の単語や熟語を話す話者の馴染みの深さは同じではなく、馴染みの薄い定義を見分ける難しさは、文脈や用語によっても違う。言い回しが通信のグローバリゼーションと共に拡大したことで、常にとはいかないまでもしばしば話し手の方言に対して異質なものと認識され、その他の方言の言葉は、使用域や社会的な地位、出自、知性について含蓄を含むかも知れない。

### 同一の単語でもイギリス英語とアメリカ英語では意味が異なるもの
billやbiscuitのような単語は、アメリカ英語とイギリス英語で共に頻繁に使われるが、それぞれに異なるものを意味する可能性がある。「bill」という単語は、数個の意味があり、ほとんどはアメリカ英語とイギリス英語で共有されている。しかしアメリカ英語ではイギリス英語で広くnoteと言及する「bill」は、しばしば（「ドル紙幣」のように）紙幣の意味で使う。こちらは決して一般的な使い方ではないが、アメリカ英語では帽子のまびさしの意味でも使える。アメリカ英語では（biscottoのように「二度焼きした」を表すフランス語に起源のある）biscuitはイギリス英語でスコーンやとりわけ固く甘いビスケットとして知られる柔らかい食パン風の製品のことである。一方でイギリス英語のビスケットは、デザートのビスケットと（オランダ語の「小さなケーキ」から来た）アメリカ英語のクッキーの両方の意味を併せ持っている。
ウィンストン・チャーチルにより記録されているように動詞to tableの逆の意味が連合軍の会議で誤解を生みだしたが、to table an item on an agendaはアメリカ英語では会合から排除するあるいはたまに会合を延期する意味なのに対してイギリス英語では会議を始める意味になる。例えばLet's table that topic for laterのように。
イギリス英語の「football」という単語は、サッカーとしても知られるassociation footballを指している。アメリカ英語で「フットボール」はアメリカンフットボールを意味する。「association (football)」の省略形である「サッカー」という標準的なアメリカ英語の用語は、実際には19世紀のフットボールの異なる規則の正式化に由来するイギリス起源のものであり、比較的最近までイギリス英語では（高級感を示す可能性のある）かなり平凡な使い方であり、最近までアメリカニズムとして理解されていた。アメリカやカナダ以外の状況ではアメリカ合衆国やカナダ以外のスポーツニュースで特にアメリカ（あるいは外国のアメリカ合衆国支局）の報道機関は、特に直接的な引用として「サッカー」を意味する「フットボール」も使っている。
同様にイギリス英語の「ホッケー」という単語は、フィールドホッケーを指し、アメリカ英語で「ホッケー」はアイスホッケーを意味する。
全く意味が違う単語は割合少なく、大抵は (1) 一つ以上意味を共有したり多様性に対して特有の一つ以上の意味のある単語（例えばbathroomとtoilet）、(2) 意味が実際イギリス英語とアメリカ英語で共通するが頻繁にあるいは言外の意味であるいは明示的意味で違いを示す単語（例えばsmart、clever、mad）がある。
使用法や意味における違いに混乱や当惑の原因になるものがある。例えばfannyという言葉はイギリス英語では外陰部に対する俗語であるが、アメリカ英語では尻を意味し、アメリカ英語のfanny pack（ウェストポーチ）はイギリス英語ではbum bagである。pissedという単語はイギリス英語で酔っ払っていることを表す下品な言葉である一方でアメリカ英語では気分を害していることを意味している（両方共にpissed offはイライラしていることを意味している）。
同様に、イギリス英語の話者の大半がpantsをパンツの意味で理解してknickersを女物のパンツの意味として理解する一方で、アメリカ英語ではpantsという単語はイギリス英語のtrousersに代わる普通の単語であり、（ほとんどのアメリカ英語の利用者はknickersよりも「shorts」という用語を使うが）knickersは様々な半分の丈の物を指している。
時にこの混乱はさらに複雑である。アメリカ英語で限定詞として使われる単語quiteは、今日実際に日常会話でアメリカ人が使う場合には幾分稀であり形式ばった雰囲気をもたらすが、概して強調になっている。例えば「I'm quite hungry」は「私は非常におなかがすいている」を言う非常に丁寧な言い方である。イギリス英語で（会話ではさらに一般的な）quiteは「かなり正しい」や「かなり頭がおかしい」のようにこの意味がある可能性があるが、イギリス英語で「I'm quite hungry」は「私は幾分空腹である」という意味になり得るので、「幾分」の意味になる場合の方が多い。この使い方の相違は、誤解に繋がり得る。

### イギリス英語とアメリカ英語でそれぞれ異なる単語を使う同一の事柄
ほとんどのアメリカ英語の話者は、一部のイギリス英語独自の言葉を知っている。イギリス英語の「driving licence」がアメリカ英語の「driver's license」と同義であるように一般に一部の単語が表す意味を想像するのは非常に容易である。しかし（俗語だが「余り良くない」を表すのに広く使われる）naffのような多くのイギリス英語の単語を使うのは、アメリカ英語では例がない。
アメリカの大衆文化や文学に大量に触れることによるおかげで、イギリス英語の話者は、通常「sidewalk（pavementまたはfootpath）」（歩道）や「gas（gasoline/petrol）」（ガソリン、石油）、「counterclockwise（anticlockwise）」（反時計回りの）、「elevator（lift）」（エレベーター）のようにアメリカ英語で広く使われるほとんどの単語を理解するのは容易であることに気付いている。「copacetic（very satisfactory）」（とても良い）のように特にアメリカの大衆文化で使われるのが稀であったりないほとんど聞くことのない単語は、ほとんどのイギリス英語の話者にとっては理解するということはなさそうである。
その他の例：
- イギリスではwhilstという単語は接続詞として（特に一部の方言では普及しているwhileに代わるものとして）広く使われている。相違を指摘するのに用いる際のものとしてWhilstは時制を示さない場合に現れる傾向がある。アメリカ英語ではwhileは両方の文脈で使われ[13]、whilstは不明でさえある可能性がある。古風であったり気取った言動である一方で（例：unbeknownst）、-stで終わる接続詞は、イギリス英語と同じ位にアメリカ英語でも見られる。
- イギリスでは一般に「秋(autumn)」を意味するためにfallを使うことは「すたれている（英語版）」。エリザベス朝文学からヴィクトリア朝文学にかけてしばしば見受けられるが、fallを季節に対して使うことが依然としてイギリス英語の話し手に容易に理解されうるのは、アメリカ合衆国でそのように広く使われるためという理由によるのみである[14]。
- イギリスでは終止符を表す言葉periodは使わないが、アメリカ英語ではfull stopという言葉はあっても句読点にはほとんど使われず、広く全く理解されることはない。例えばアメリカ英語では対応する文章が「Terrorism is wrong, period」であるのに対してイギリスのトニー・ブレア首相は「Terrorism is wrong, full stop」と言った[15]。「討論の終わりに当たって他に何もない」を意味する感嘆詞としてperiodを使うことは時に句読法に意識的に触れることはないが話し言葉のイギリス英語で使われる起源である。

| イギリス英語                                  | アメリカ英語           |
| --------------------------------------------- | ---------------------- |
| maths                                         | math                   |
| post                                          | mail                   |
| trapezium                                     | trapezoid              |
| defence                                       | defense                |
| aluminium                                     | aluminum               |
| cancelled                                     | canceled               |
| fulfil                                        | fulfill                |
| ageing                                        | aging                  |
| centre                                        | center                 |
| football                                      | soccer                 |
| millimetre                                    | millimeter             |
| kilometre                                     | kilometer              |
| centimetre                                    | centimeter             |
| metre                                         | meter                  |
| characterise                                  | characterize           |
| civilisation                                  | civilization           |
| organise                                      | organize               |
| behaviour                                     | behavior               |
| rumour                                        | rumor                  |
| colour                                        | color                  |
| doughnut                                      | donut                  |
| yoghurt                                       | yogurt                 |
| grey                                          | gray                   |
| quid（1ポンドあるいは複数のポンドを表す俗語） | buck（ドルを表す俗語） |

### 祝日の挨拶
特に宗教上の背景が分からない場合に全てのあるいは少なくとも多様な（北半球の）冬の祝日や（南半球の）夏の祝日に（クリスマス、ハヌカー、クワンザなど）触れながらアメリカ人が「Happy holidays」と言うのが益々一般的になっていて、この表現をイギリスで聞くのは稀である。イギリスでは「holiday season」や「holiday period」はほとんどの人が休みを取り旅行する（北半球の）冬や（南半球の）夏の時期を指していて、レクリエーション旅行にvacationを使う代わりにアメリカ英語ではこの意味でholidayは使わない。
アメリカ英語では一般的なクリスマスの挨拶はイングランドのクリスマスキャロル「おめでとうクリスマス」に見られるように伝統的なイングランドのクリスマスの挨拶でありチャールズ・ディケンズのクリスマス・キャロルに数回現れる「Merry Christmas」である。イギリス英語では「Happy Christmas」が「Merry Christmas」の代わりに一般的である。

### 特異な違い

#### 「and」と「on」の省略
一般にイギリス英語では100を超える値の数は、最後の二つの数字の前に「and」を挿入する。例えば文字に書いたり声に出して言う場合に115という数字は、イギリス英語では「One hundred and fifteen」となる。アメリカ英語では主として数字は同じ形で言ったり文字に書くが、「and」を書き落とす場合（「One hundred fifteen」）、これも容認可能なものとみなされる（イギリス英語ではこれは文法的に間違っているとみなされる）。
同様にアメリカ合衆国では特定の曜日に起きる事件に触れる場合に「on」を省くことができる。アメリカ合衆国で可能な「The Cowboys won the game Saturday」はイギリスでは「Sheffield United won the match on Saturday」に相当することになる。

#### 比喩的表現
イギリス英語とアメリカ英語では共に話し手が全く関心がないことを意味する表現「I couldn't care less」を用いる。一部のアメリカ人は、同じことを意味する「I could care less」を用いる。言葉の文字通りの意味が話し手がある程度のことに関心があるためにこの変異形は度々感傷的なものとしてあざ笑われている。
英米両語では「I don't care」がしばしば「これは些細なあるいはつまらない」を意味する一方で「I don't mind」はしばしば（例えば誰かが喫煙をすることで）「私は気分を害していない」を意味する。しかし「お茶にしますか、コーヒーにしますか」のような問いに対する答えでは、どちらの選択肢も等しく受け入れられるなら、イギリス人は「I don't mind」と答え得る一方で、アメリカ人は「I don't care」と答え得る。もう一方の変異形に対して馴染んだ人にとっては一方は奇妙であったり困惑させたり失礼に聞こえる。
イギリス英語とアメリカ英語の「To be all set」は、アメリカ英語の方が一般的であるようであるが、「準備は完了している」意味になり得る。加えて例えばレストランの客がウェイターに「I'm all set. I'll take the check」と言う場合にアメリカ英語では「終わった」意味にもなり得る。

#### 対応する慣用句
基本的に意味が同じ数多の英語の慣用句は、イギリス英語とアメリカ英語で語彙に違いが見られる。たとえばこうなる。
| イギリス英語 | アメリカ英語                                                              | 意味                                                             |
| --- | ------------------------------------------------------------------------- | ---------------------------------------------------------------- |
| not touch something with a bargepole                                                                                      | not touch something with a ten-foot pole                                  | まっぴらだ                                                       |
| sweep under the carpet | sweep under the rug*                                                      | ～を隠す                                                         |
| touch wood | knock on wood                                                             | 祟りがないように                                                 |
| (can't) see the wood for the trees                                                                                        | (can't) see the forest for the trees                                      | 木を見て森を見ない                                               |
| put a spanner in the works                                                                                                | throw a (monkey) wrench in(to) (a situation)                              | ～を妨害する                                                     |
| to put (or stick) your oar in but it won't make a ha'porth of difference to put your two penn'orth (or tuppence worth) in | to put your two cents (or two cents' worth) in                            | 干渉する、余計な世話を焼く                                       |
| skeleton in the cupboard                                                                                                  | skeleton in the closet                                                    | 他人に知られたくない家庭の事情又は秘密、隠蔽すべき恥ずかしい過去 |
| a home from home | a home away from home                                                     | 我が家のように楽しい所                                           |
| to blow one's own trumpet                                                                                                 | to blow (or toot) one's own horn                                          | 自慢する、自画自賛する                                           |
| a drop in the ocean | a drop in the bucket                                                      | ごく少量、大海の一滴、九牛の一毛、焼け石に水                     |
| flogging a dead horse | beating a dead horse                                                      | 済んだ問題を論じる又は蒸し返す、無駄骨を折る                     |
| haven't (got) a clue | don't have a clue or have no clue (the British forms are also acceptable) | とても馬鹿だ                                                     |
| couldn't care less | could care less or couldn't care less                                     | どうでもよい、全く構わない                                       |
| a new lease of life | a new lease on life                                                       | 物の再生、（修理後の）復活、新たな生活                           |
| lie of the land or lay of the land                                                                                        | lay of the land                                                           |                                                                  |
| take it with a pinch of salt                                                                                              | take it with a grain of salt                                              | ～を多少疑って聞く                                               |
| a storm in a teacup | a tempest in a teapot（稀）                                               |                                                                  |
| slowcoach | slowpoke                                                                  | のろま、怠け者、時代遅れの人                                     |

* アメリカ合衆国では「carpet」は主として床一面の絨毯よりは出来合いの絨毯のことを言う。

### 社会的な違いと文化的な違い
それぞれの社会的な発展や文化的な発展を映し出す語彙項目

#### 教育

##### 初等教育と中等教育
| 年齢  | イギリス英語        | イギリス英語         | イギリス英語           | アメリカ英語   | アメリカ英語   |
| 年齢  | 名称                | 別称または旧称       | 摘要                   | 名称           | 別称           |
| ----- | ------------------- | -------------------- | ---------------------- | -------------- | -------------- |
| 1–4   | 保育学校（任意）    | 保育学校（任意）     | 保育学校（任意）       |                |                |
| 1–4   | 保育                | 保育園               | 第1基礎段階            | 保育           |                |
| 3–5   | 小学校前期課程      | 小学校前期課程       | 小学校前期課程         |                |                |
| 3–5   | レセプション        | 幼児学校レセプション | 第2基礎段階            | 幼稚園         | プレK          |
| 5–6   | 1年                 | 第1学年児童          | キーステージ1          | 幼稚園         |                |
| 5–6   | 1年                 | 第1学年児童          | キーステージ1          | 小学校         |                |
| 6–7   | 2年                 | 第2学年児童          | キーステージ1          | 第1学年        |                |
| 7–8   | 3年                 | 第1後期生            | キーステージ2          | 2学年          |                |
| 8–9   | 4年                 | 第2後期生            | キーステージ2          | 3学年          |                |
| 9–10  | 5年                 | 第3後期生            | キーステージ2          | 4学年          |                |
| 10–11 | 6年                 | 第4後期生            | キーステージ2          | 5年生          |                |
| 11–12 | 中等教育学校        | 中等教育学校         | 中等教育学校           | ミドルスクール | ミドルスクール |
| 11–12 | 7年                 | 第1学年              | キーステージ3          | 6学年          |                |
| 12–13 | 8年                 | 第2学年              | キーステージ3          | 7学年          |                |
| 13–14 | 9年                 | 第3学年              | キーステージ3          | 8学年          |                |
| 14–15 | 10年                | 第4学年              | キーステージ4、GCSE    | 中等教育学校   | 中等教育学校   |
| 14–15 | 10年                | 第4学年              | キーステージ4、GCSE    | 9学年          | 1年            |
| 15–16 | 11年                | 第5学年              | キーステージ4、GCSE    | 10学年         | 2年            |
| 16–17 | 大学予科 / 継続教育 | 大学予科 / 継続教育  | 大学予科 / 継続教育    | 11学年         | 3年            |
| 16–17 | 12年                | 第6期前期（1年）     | キーステージ5、Aレベル | 11学年         | 3年            |
| 17–18 | 13年                | 第6期後期（2年）     | キーステージ5、Aレベル | 12学年         | 4年生          |

アメリカ合衆国は術語や構造が構成国により様々なイギリスより用語が全国的に均一な体制があるが、学年による相違は、幾分州によりまた学区により異なる。例えば小学校はしばしば幼稚園を含み、2年間だけであったり9年生まで伸びるなどミドルスクールと共に6年生を含み得る。
イギリスではアメリカ合衆国の高等学校に相当する教育機関がしばしば州立か私立かを問わず「中等教育学校」とされている。アメリカ合衆国の中等教育も小学校から高等学校への2年から3年の過渡期の学校であるミドルスクールや中学校がある。「ミドルスクール」は時として一部地域の現行の4年から6年に当たる初等教育課程の後半に当たる前期の小学校後期課程と同義語としてイギリスで使われている。しかしドーセット（イングランド南部）では通常5年生から8年生となる3年制の中等教育を表すのに使われている。イーヴシャムやウスターシャーの周辺地区のような地域では中等教育は6年生から8年生となり、共に9年生の中等教育を開始する。ウェスト・ヨークシャーカークリーズやダーン渓谷の村では3段階の教育制度がある。最初の学校は、5年生までの学校で、ミドルスクール（シセットミドルスクールとカークバートンミドルスクール）は6年生から8年生まで、高等学校（）は9年生から13年生となる。
公立学校は両国で反対の意味がある。アメリカ英語では州予算で支援された全ての学生に門戸を開いた州立の教育機関である。イギリス英語でこの言葉を使う時は、講師が私的に教育する「私的な」教育の文脈で使われる。イングランドとウェールズではしばしばさらに漠然と独立学校に対して使われるがこの言葉は厳密に言えば学生の学費で運営される定義の不明確な有名な私立の独立学校に使われる。独立学校は「私立学校」としても知られ、後者は学生の学費で運営される全校に対してスコットランドと北アイルランドで使われる言葉である。厳密に言えば公立学校という言葉はイングランドと同じ意味合いではスコットランドと北アイルランドでは使わないが、それでもスコットランドの私立学校ゴードンストウンは一部のスコットランドの私立学校のように時に公立学校として扱われている。スコットランドと北アイルランドの公立学校は、厳密には「国立学校」として扱われているが、時に（アメリカ合衆国で同じ意味で使う）「公立学校」として扱われる混乱が見られ、ほとんどの公立学校が地元の政府により運営されるアメリカ合衆国では州立学校は主にアメリカ合衆国の州の一つにより運営される単科大学や総合大学を指している。
アメリカ合衆国とイギリスの話者は、特定の中等教育の学校について追加の言葉を数個使っている。アメリカ合衆国の予科は授業料で運営される独立学校で、同じ言葉はイギリスでは学費が必要な公立学校のために準備するように計画された13歳以下の児童向けの私立学校に使われている。アメリカ合衆国ではカトリック学校は授業料を通じて費用を賄い、宗教施設との協力関係があり、ほとんどはしばしばカトリック教会や教区である。国立の教育制度が特に（11歳までの）初等学校が教会との関係を維持し教会学校や国教会学校、国教会（援助の）学校として知られる地元の国教やイングランド国教会、多くの学校により組織された教区学校から発展した。複合的な資金計画のあるローマカトリック教会などの主要な宗教と関連のある宗教学校もある。スコットランドではカトリック学校は一般に特にグラスゴーのような大都市のカトリック教区向けの政府が支出する国立学校として運営されている。
アメリカ合衆国でマグネット・スクールは政府の資金を受け特別な入学要件がある。別のマグネット・スクールは抽選で入学を認める一方で時として生徒は入学試験で優秀な成績を示せば入学できる。イギリスは公的な資金で運営する非公式に独自に資金提供する学校であり適性により生徒の10％まで選べるシティーアカデミーがある。さらにイギリスでは地方教育当局36か所が11歳での能力別選考を続けている。（11+として知られる）試験の結果により生徒を入学させるグラマースクール（国立の中等学校）やあらゆる才能の生徒を受け入れる総合学校を維持している。グラマースクールは試験を受けた人の中で最も学術的能力のある10％から23％を選び出す。試験に落ちた学生は、時に「高等学校」と呼ばれたり段々「アカデミー」と呼ばれるようになっている現代中等学校に入学する。グラマースクールのない地域では同様に総合学校が高等学校又はアカデミーと自称している。全国的に見て主に4州で生徒の僅か6％がグラマースクールに入学している。一部の私立学校は「グラマースクール」と呼ばれ、主として国立の教育が始まるまでは長らくグラマースクールであった。

##### 大学
イギリスでは大学生は専攻を研究するのに「study」または「read」、非公式に単に「do」を使う。最近までは「to read a subject」という表現の方がオックスフォード大学やケンブリッジ大学のような古い大学では一般的であった。アメリカ合衆国では学生が専攻を研究するのにstudyやmajor inを使う（学生のmajorやconcentration、例は少ないがemphasisはアメリカ合衆国では研究の主な専攻についても使われるが）。To major in somethingは研究に対する学生の主要な課程を指すが、to studyは選択したクラスを指すことがある。
イギリス英語：
"She read biology at Cambridge."
"She studied biology at Cambridge."
"She did biology at Cambridge."（非公式）
（「彼女は生物学をケンブリッジ大学で研究した。」）
アメリカ英語：
"She majored in biology at Harvard."
"She studied biology at Harvard."
"She concentrated in biology at Harvard."
（「彼女は生物学をハーバード大学で研究した。」）
イギリス英語における大学では、各モジュールは講師（lecturer）やチューターが教えたり促進し、教授は上級の大学教員の肩書である（アメリカ英語では一部の大学で用語の使用が教える科目が専門的かどうかを判断することで混乱することになることがあるが、特に教員が重要でない方の学位であったり大学の学位がない場合に、イギリス英語の講師（lecturer）に相当するのは、instructorである）。lecturerの地位が稀に一つ以上のクラスを教える一時的な基準に基づいて雇われたり博士号があったりなかったりすることのある個人に与えられる一方で、（アメリカ合衆国の一部の第3の教育機関はイギリス英語の使い方を踏襲しているが）アメリカ英語では各クラスは一般に教授が教える。
アメリカ人が使うcourseという言葉は、主として制限された期間について限られた話題や個別の課題の研究を（例えば「a course in Early Medieval England」や「a course in integral calculus」）指し、イギリスの大学のmoduleや時としてunitに相当する。イギリスではcourse of studyまたは単にcourseは、研究の全ての予定を指すようであり、数年を超えて拡張し数多のmoduleから成り立つ可能性があり、したがって事実上学位課程と同義である。大学特有の例外が数点ある。例えばケンブリッジ大学では研究の全課程がtriposと呼ばれる一方でpaperという言葉はmoduleを指すのに使われる。
アメリカ英語のdissertationは、その課程の要件を満たす博士課程の学生の最終論文を指す。イギリス英語では同じ言葉は学部や修士課程で学ぶ学生の最終論文を指す。dissertationも使われるが、アメリカ英語のdissertationは、イギリス英語では修士論文の意味になる。
別の混乱の元はcollegeという言葉の使い方の違いである（カレッジにおける様々な意味の国際的な詳しい討論を参照されたい）。アメリカ合衆国では準学士や学士の称号を授与する高等学校修了後の教育機関を指し、イギリスではAレベルや全国職業資格のような中間課程が選択できGCSEが再選択できる（12年生と13年生を対象とする中等教育の名称第6期にちなんだ第6期のカレッジなどの）大学ではない中等後教育機関を指す。カレッジは時としてイギリスや英連邦で中等学校や高等学校の名前の一部として使われることがある（例えばドバイカレッジ）。オックスフォード大学やケンブリッジ大学、アバディーン大学、ロンドン大学、ランカスター大学、ダラム大学、ケント大学、ヨーク大学の場合、全校は大学の一部であるカレッジの一つでもあり、例えば一例としてキングス・カレッジがあり、したがって大学の一部である。
アメリカ合衆国とイギリスでは共にcollegeはイギリスでは「faculty」の方が使われるが「経済大学」のような関連する学術部門を含む大学内の部門を指す。さらに上級の学位を授与する機関が総合大学と呼ばれる一方で、アメリカ合衆国で2年から4年の高校卒業後の教育を行う機関は、その名称にカレッジがある（例外はある。ヴィンセンス大学が教育課程の大多数が準学士だけを授与される「大学」の例外である一方でボストンカレッジやダートマス大学、ウィリアム・アンド・メアリー大学は上級の学位を授与するカレッジの例である。）。学士の学位（4年制の高等教育）や準学士の学位（2年制の高等教育）を受けようとするアメリカの学生は、カレッジや大学に通うか通わないかは関係なくカレッジ学生でありその教育機関は非公式にカレッジと言われる。文科や科学で修士号や博士号を目指す学生は、アメリカ英語ではgraduate student（大学院生）と呼ばれ、イギリス英語ではgraduate studentも時に使われるがpostgraduate studentと呼ばれる。職業分野の学生は、その分野では知られている（実業学生や法学生、医学生）。一部の大学は学生寮付きカレッジ制度もあり、学校毎に異なるが、一般にカレッジが組織する活動同様に共通の居住空間や食事設備を必ず含んでいる。それにもかかわらず教育のレベルとなると、両国の教育機関の公的な価値に関係なくイギリス英語では一般にuniversityという言葉を使うのにアメリカ英語では一般にcollegeという言葉を使う。
高等教育の流れでいくと、schoolという単語はイギリス英語とアメリカ英語で些か異なって使われている。イギリス英語ではロンドン大学を除いてschoolという言葉は大学の学術部門を指すのに使われている。アメリカ英語ではschoolという言葉は関連する学術部門の集合体を指すのに使われ学部長が主導している。大学の学部を指す場合にはschoolは事実上collegeと同義語である。
「Professor」はイギリス英語とアメリカ英語で意味が異なる。イギリス英語では准教授や上級講師、講師が続く最高位の教員の職階である。アメリカ英語では「professor」は准教授や助教授が続く（主にイギリス英語の意味に相当する）教授と共に全職階の学術スタッフを指す。
「Tuition」は伝統的にそれぞれに異なる意味がある。イギリス英語では大学における教員から学生に移行する教育内容のことである。アメリカ英語ではその教育を受けるのに支払われる金銭（学費）のことである（イギリス英語ではtuition feesと言う）。

##### 一般的な言葉
アメリカ合衆国とイギリスでは共に学生はtake an exam（試験を受けるが）、イギリス英語では学生はsit an examとも言える。試験準備の際には学生は自分が学習してきたことをrevise（イギリス英語）/review（アメリカ英語）（復習し）、to revise forというイギリス英語の慣用句は、アメリカ英語のto review forに相当する。
試験はイギリスのinvigilatorやアメリカ合衆国のproctor（又は(exam) supervisor）（試験監督）が監督する（イギリスのproctorはオックスフォード大学やケンブリッジ大学で学生の修養を公式に担当している）。アメリカ合衆国では教師はまずwrite、make、prepareなどをしてgive an examに移る一方で、イギリスでは教示はまずsetしadminister examに移る。後者の考えと基本的な意味は同じだが正式あるいは公式の含蓄と共にアメリカ合衆国の教師はadminister an exam又はproctor an examもする。
イギリス英語：
"I sat my Spanish exam yesterday."
"I plan to set a difficult exam for my students, but it isn't ready yet."
アメリカ英語
"I took my exams at Yale."
"I spent the entire day yesterday writing the exam. I'm almost ready to give it to my students."
アメリカ英語では学生は必修科目の単位としてpointや「grade」を与えられる一方で、イギリス英語では学生は必修科目の単位としてmarkを与えられる。同様にアメリカ英語では受験者の勉強が与えられるmarkやgradeを決定するためにbe gradedと言う一方で、イギリス英語では受験者の勉強がbe markedということになる。
さらにschoolという言葉にアメリカとイギリスの間に違いがある。イギリスではそのものとしての使い方は、初等学校（小学校）や中等学校（高等学校）や中等学校につながる第6期のみを指す（誰かが「学校に行く」場合この種の学校が暗に含まれている）。対してアメリカの大学生はbe 「in/at school」や「coming/going to school」となる。アメリカ合衆国とイギリスの法学生や医学生は共に普通それぞれ「law school」や「med[ical] school」に行くという言葉で話す。しかしschoolという言葉はイギリス英語では大学の関連する科目数個をまとめた学部を表す高等教育の文脈で使われる。例えば「欧州言語学院」は各言語のための学科を含んでいて、「芸術学院」という言葉も同様である。ロンドン大学を構成するカレッジの一部の名称でもあり、例えば東洋アフリカ研究学院やロンドン・スクール・オブ・エコノミクスがある。
アメリカ合衆国の高等学校生徒やカレッジ学生については、freshman（または中性的な言葉としてfirst yearや時にfreshie）やsophomore、junior、seniorはそれぞれ1年、2年、3年、4年を指す。高等学校やカレッジの文脈がまず確立されたり直接に述べなければならないことが重要である（She is a high-school freshman、He is a college junior）。アメリカ合衆国ではfirst-yearという言葉は最近使われるようになり嘗ては大学院の1年生のみを指していたが、両国の多くの教育機関ではfreshmanの中性的な置き換えであるfirst-yearも使う。例外はバージニア大学で1819年の創立から「first-year」、「second-year」、「third-year」、「fourth-year」という言葉が学部学生を指すのに使われてきた。アメリカ合衆国軍学校では少なくとも直接連邦政府が運営する学校では異なる用語法が用いられていて即ち「fourth class」、「third class」、「second class」、「first class」となる（番号順は出席するに当たって逆の学年になっている）。イギリスでは大学1年生は時に学年としてfreshersと呼ばれているが、他の学年や児童・生徒に対する特定の名称はない。アメリカ合衆国の大学院生や職業学校生は、「second-year medical student」や「fifth-year doctoral candidate」のように研究室の学年により知られている。法学生はしばしば「nth-year law student」よりも「1L」、「2L」、「3L」と呼ばれ、同様に医学生は度々「M1」、「M2」、「M3」、「M4」と呼ばれている。
アメリカ合衆国で関連する試験に合格して教育機関で学ぶのを終える人は、卒業するあるいは卒業生と言われる一方で、イギリスでは学位取得者と上記の段階の学生のみが卒業できる。イギリス英語では中等後教育機関で学ぶ人に使う傾向があり、イギリスで中等学校の生徒に「student」を使う場合が益々増えているが、pupilという言葉は初等学校や中等学校の若者特に「第6期」（12年と13年）に広く使われる一方で、Student自体はアメリカ英語の方が広い意味があり、（自宅で個人授業を受ける「ピアノ学生」のように教育機関では行わない人を含め）いかなる段階の科目を学ぶ年齢の人を表している。
個々の教育機関の名称は、混乱を招き得る。アメリカ合衆国には中等後教育機関に附属せず学位を授与できない校名に「university」がある高等学校が数校あり、卒業生の上位10％に学士号を授与する公立高校が一校ある（中央高等学校）。イギリスの中等学校には稀に校名に「college」がある。
入学方法となると、出願者は普通イギリス英語のletters of reference又はreference forms from refereesを請求するよう依頼される。アメリカ英語ではこの書類はletters of recommendationやrecommendation formsと呼ばれる。したがってこの書類を書く人は、国毎にそれぞれrefereesやrecommendersとして知られている。アメリカ英語ではrefereeという言葉はほとんど常にスポーツの試合の審判を指すと理解されている。
教育の文脈ではアメリカ英語にとってstaffという単語は主に理事や授業を持ったり教育を担当しない学校職員を指し、授業を担当する教員は、教育機関のfacultyの一員として言及される。イギリス英語ではstaffという単語は教育部門と非教育部門の職員双方を指す。上記の通りfacultyという言葉はイギリスでは関連する学部の集合体を指す。

#### 政府と政治
アメリカ合衆国ではrun for officeと言う一方でイギリスでは立候補者はstand for electionと言う。この言葉の使い方でイギリス英語とアメリカ英語で入れ替わることは事実上ない。又政党の立場を含む文書は、一般にイギリス英語ではparty manifestoとして知られている一方で、アメリカ英語ではparty platformと呼ばれている（アメリカ英語でmanifestoを使う場合はその党が過激派や急進的な組織であることを暗示している場合がある）。general electionという言葉はイギリス英語とアメリカ英語で些か異なって使われている。イギリス英語では専ら全国的な議会選挙を指し、地方選挙（市長選挙や地方議会選挙）や補欠選挙（by-election）と区別していて、一方でアメリカ英語ではprimaryという（当該の地位に向けた候補者を決める選挙）用語が区別するアメリカ合衆国のある政府の役職を選ぶ決選投票を指している。加えてイギリス英語のby-electionはアメリカ英語ではspecial electionと呼ばれている。
アメリカ英語ではswing state、swing county、swing districtという言葉は、結果が総選挙の全般的な結果に肉薄し決定的であると予期される選挙区を示すのに使われている。イギリス英語ではmarginal constituencyという言葉は、しばしば同じ意味で使われ、swingは一般にある政党が前回の選挙と比べて他の党に対してどれくらい有利であるか（不利であるか）に言及するのに使われる。
イギリスではgovernmentという言葉はアメリカでexecutive branchや特定のadministrationとして一般に知られているものを指すだけである。
アメリカ合衆国では地方政府は一般的に「City」（どのような種類の行政サービスがあるかによって郡、村など）と呼ばれる一方でイギリスの地方政府は一般的に「council」と呼ばれている。

#### 経済と金融
金融報告書でアメリカ英語でrevenueやsalesとして言及するものは、イギリス英語ではturnoverとして知られている。正確な意味は産業毎に異なるが、アメリカ英語で経済で「high turnover」を持つことは、一般にマイナスの含蓄をもたらす。
倒産した会社はイギリス英語でgo into administrationやliquidation（精算）し、アメリカ英語ではgo bankruptやfile for Chapter 7（精算）あるいはChapter 11（再建）となる。破産した個人や合名会社は、イギリス英語・アメリカ英語共にgo bankruptとなる。
金融会社が債務者から抵当に入った所有権を取得したら、アメリカ英語ではforeclosureと呼ばれイギリス英語ではrepossessionと呼ばれる。限られた例としてrepossessionがアメリカ英語で使われることがあるが、foreclosureと比べると一般的ではない。アメリカ英語のありふれた例外は、常にbe repossessedと言われる自動車に関するものである。銀行のためにこの車を収集する斡旋人は、アメリカ英語では口語体でrepo manとして知られている。

#### 雇用
イギリス英語でcurriculum vitaeという言葉は（一般にCVと省略する）仕事で要求される成績証明書を含む志願書により準備される文書を表すのに使われる。アメリカ英語ではCVが主に学術分野や研究分野で使われrésuméより包括的である中でrésuméという言葉が一般に使われている。

#### 保険
アメリカ英語は名詞のcoverageと動詞のcoverを区別していて、アメリカ人は特定のリスクを十分に補償するために十分な保険を買うことを求めている。イギリス英語は名詞と動詞の両方に「cover」という単語を使っている。

#### 輸送
アメリカ英語の話者は、transportationと言い、イギリス英語の話者は、transportと言う。（イギリスのTransportationは伝統的に海外流刑地に追放することで犯罪者を処罰することを意味している。）アメリカ英語ではtransportという言葉は普通動詞としてのみ用いられ、tape transportやmilitary transportのような（例：troop transportや輸送活動を行わない一種の自動車）特殊な物に関する場合を除き名詞や形容詞として用いられることはほとんどない。

##### 路上輸送
用語法の相違については特にroadの使い方で明らかである。イギリスのdual carriagewayという言葉はアメリカでの使い方としてはdivided highwayあるいは恐らく単にhighwayであろう。イギリスのmotorwayやdual carriageway上のcentral reservationはアメリカ合衆国のfreewayやexpressway、highway、parkway上のmedianまたはcenter divideであろう。交通の流れを中断させることなくこのような道路に出入りすることを可能にする一方通行の車線は、イギリスではslip roadとして知られているが、アメリカ合衆国では例によってrampとして知られ、共にさらにon-rampまたはon-slipと（highwayまたはcarriagewayに入る）off-rampまたはexit-slipを（highwayまたはcarriagewayを出る）区別している。アメリカの技術者がslip roadについて話す時、あることを仮定してハイウェイを抜けられるような主要道路沿いに走る（狭い歩道で分けられた）街道を指しているが、frontage roadという言葉は、イギリスでservice roadと同義語であるために、さらに広く使われている。しかしアメリカ人がfrontage roadの代わりに同様にservice roadを使うことは稀なことではない。
イギリスではinside laneが道路の端に近い方の車線を指す一方で、outside laneという言葉は道路の中央に最接近する高速で行うovertaking lane（アメリカ合衆国ではpassing lane）を言う。アメリカ合衆国ではoutside laneは転回する場合にのみ使い、この場合は道路が曲がる方向によって違う（例えば道路が右に曲がる場合には左の車線は"outside lane"であるが、左に曲がる場合は右の車線である）。共にslow車線、fast車線と言う（実際の速度が全て法律上の制限速度かその周辺である場合であっても）。
アメリカ合衆国ではdrunk drivingである一方で、イギリスではdrink drivingはアルコール飲料を飲んだ後に運転することを指す。アメリカ合衆国の法律上の用語は、driving while intoxicated（DWI）またはdriving under the influence (of alcohol)（DUI）である。イギリスの相当する法律用語は、drunk in charge of a motor vehicle（DIC）あるいはさらに広くdriving with excess alcoholである。
イギリスではhire carはアメリカ合衆国のrental carに相当する。「hired car」という言葉は「hire」という言葉が一般に人を雇う場合に使い「rent」という言葉が商品の一時的な保管に使うだけのアメリカ合衆国で特に誤解させる可能性がある。アメリカ人にとって「hired car」はその車があたかも人であるように組織の利用にもたらされることを暗示するであろうし、無意味に思われるであろう。
イギリスでsaloonはアメリカのsedanに相当する自動車である。アメリカ合衆国ではsaloonという言葉がアメリカ西部の古いバー（イギリスのパブ）（Western saloon）を表す場合のみに使われるために、この言葉は特にアメリカ人を混乱させている。Coupéは2ドア車を表すのに英米両国で使われているが、通常イギリスは2音節で（coo-pay）発音しアメリカ合衆国は1音節で（coop）発音する。
アメリカ合衆国ではvanは（moving vanのような）非常に小さな箱形トラック（truck）か（minivanのような）数列の座席がある長い旅客自動車のことだと理解されているだけなのに対して、イギリスではvanはあらゆる大きさのローリー（lorry）を指すことがある。eighteen-wheelerのような言葉が（実際のトラックのタイヤの数に関係なく）稀にしか聞かないが、貨物輸送に使う大きくて長い自動車は、アメリカ合衆国ではほぼ毎度のようにtruckと呼ばれることになる。
イギリスでsilencerはアメリカ合衆国のmufflerに相当する。アメリカ合衆国でsilencerという言葉は一つの意味しかなく、特有の射撃音を止めるために設計された付属の銃身のことである。
特定の自動車部品や輸送に関する用語は、二つの方言で異なる名前がある。例えば次の通りである。

| イギリス                   | アメリカ合衆国                                         |
| -------------------------- | ------------------------------------------------------ |
| accelerator                | gas pedal, accelerator                                 |
| bendy bus                  | articulated bus                                        |
| bonnet                     | hood                                                   |
| boot (of a car)            | trunk (of a car)                                       |
| breakdown lorry            | tow truck                                              |
| car journey                | road trip                                              |
| car park                   | parking lot                                            |
| (railway) coach, carriage  | (railroad) passenger car                               |
| crash barrier              | guardrail                                              |
| driving licence            | driver's license                                       |
| dual carriageway           | divided highway                                        |
| estate car                 | station wagon                                          |
| exhaust pipe               | tail pipe, exhaust                                     |
| fire engine                | fire truck, fire engine                                |
| flyover                    | overpass, flyover                                      |
| gearbox                    | transmission                                           |
| gear lever                 | gear shift, shifter                                    |
| give way                   | yield                                                  |
| goods train                | freight train                                          |
| goods wagon/truck          | freight car                                            |
| hard shoulder              | shoulder                                               |
| hired car, hire car        | rental car, rental                                     |
| hood, soft/hard top        | convertible top, soft/hard top                         |
| indicator                  | turn signal; blinker                                   |
| juggernaut, lorry          | semi, semi-truck, 18-wheeler, big rig, tractor-trailer |
| jump lead                  | jumper cable                                           |
| junction                   | fork (in the road)                                     |
| lorry                      | truck                                                  |
| articulated lorry          | semi-trailer truck, semi                               |
| manual                     | stick shift, manual                                    |
| marshalling yard           | classification yard                                    |
| metalled road              | cobblestone road, paved road                           |
| motorway                   | freeway, highway, expressway                           |
| mudguard, wheel arch, wing | fender                                                 |
| number plate               | license plate                                          |
| overtake (a vehicle)       | pass (a vehicle)                                       |
| pavement, footpath         | sidewalk, pavement                                     |
| pedestrian crossing        | crosswalk                                              |
| petrol                     | gasoline, gas                                          |
| police car                 | patrol car, cop car, police car                        |
| public transport           | public transportation, public transit, mass transit    |
| racing car                 | racecar                                                |
| railway                    | railroad                                               |
| roadworks                  | construction zone, roadwork                            |
| saloon                     | sedan                                                  |
| silencer                   | muffler                                                |
| single carriageway         | undivided highway                                      |
| spanner                    | wrench                                                 |
| taxi                       | cab, taxi, taxicab                                     |
| ticking over               | idling                                                 |
| tram                       | streetcar, trolley                                     |
| transport café             | truck stop                                             |
| tyre                       | tire                                                   |
| underground (tube)         | subway, metro (see variations below)                   |
| windscreen                 | windshield                                             |
| car valeting               | auto detailing                                         |

##### 鉄道輸送
鉄道輸送について言えば用語法についても違いがある。最も知られているのはイギリスのrailwayとアメリカのrailroadだが、他にも数点ある。train stationが両国で使われる一方で、イギリスのrailway stationはrailroad stationであり、アメリカでは鉄道はengineerが運行する一方で、イギリスでは鉄道は（しばしばengine driverと呼ばれる）driverがいて、conductorもイギリスでは一般的であるが、鉄道はイギリスではguardがいてアメリカ合衆国ではconductorがいて、二つの鉄道路線が出会う場所は、イギリスではpointと呼びアメリカ合衆国ではswitchと呼び、道路が地面上で線路を横断する場所は、イギリスではlevel crossingと呼びアメリカではgrade crossingまたはrailroad crossingと呼ぶ。イギリスではsleeperという言葉は鉄道の重さを支える部品として使われ、アメリカ合衆国ではtieまたはcrosstiesとして知られている。鉄道について言えば、sleeperは（sleeper carの方が使われる）アメリカ合衆国では旅客用の区画のある車両として理解されることになる。「The train is at Platform 1」という趣旨のイギリスのplatformという言葉はアメリカ合衆国ではtrackという言葉で知られ、「The train is on Track 1」という形で使われる。イギリスのbrake vanまたはguard's vanという言葉は、アメリカ合衆国ではcabooseである。列車に乗る際のアメリカ英語の「All aboard」は、稀にイギリスで使われ、電車が終点に着く時には、このようなアナウンスは両国では一般的ではないが、アメリカ合衆国では「All out」である一方で、イギリスで鉄道従業員が使うのは、「All change」である。
地表の下を走る鉄道網にとって「underground」はイギリスで広く使われる一方で、London Undergroundだけが実際にはこの名前を使っている。イギリスで唯一のこのような制度（小規模のGlasgow Subway）は、事実上初めて「subway」と呼ばれることになった。それにもかかわらず「subway」と「metro」は共に都市によって違いがあるがアメリカ合衆国では現在一般的である。例えばニューヨークシティーでは「subway」の方が好まれる一方で、ワシントンD.C.では「metro」が使われている。他にボストンでは「T」が使われる例がある。

#### テレビ
伝統的にアメリカのテレビではshowという言葉があらゆる種類の番組に使われるのに対してイギリスのshowは一人以上の出演者と番組に参加する聴衆のいる軽い娯楽番組に使われることになる。イギリス英語では伝統的にドラマや連続番組などのようなその種類に応じて番組の種類を示しているが、showという言葉は現在良くあるアメリカ英語の意味がある。アメリカのテレビでは数シーズンに渡ることがある全編がseriesと呼ばれる一方で特定の年に初めて放送された番組回がseasonを構成している。一方イギリスのテレビではseriesという言葉はある特定の年の番組回に使われることがある。例えば全編については同様に「The 1998 series of Grange Hill」がある。しかし全編が稀に「show」と呼ばれることがある。テレビ放送を意味するがアメリカ合衆国でさえ一般的でないtelecastという言葉は、イギリス英語では使わない。テレビ番組はイギリスとアメリカ合衆国両国でbroadcast、aired、shownとなる。

#### 遠距離通信
どちらの言葉も若いアメリカ人にはあまり知られていないが、遠距離通話はイギリス英語では「trunk call」だがアメリカ英語では「toll call」である。この相違は地元のサービスが請求された方法による歴史的な違いの結果であり、ベルシステムは域内通話を無料のように見せながら都市間通話には高い料金設定で域内通話を援助しながら伝統的にあらゆる市場で域内通話を均一料金化した。ブリティッシュテレコム（嘗ては英国郵便局）は域内・遠距離を問わずあらゆる通話に請求し、「遠距離通話料」が無意味になるために通話料の区分けは一つであった。
同様にアメリカのtoll-free numberはイギリスのfreephone番号である。「freefone」という言葉はブリティッシュテレコムの登録商標である。

#### 河川
イギリス英語では川の名前はriverの後に付ける（River Thames）。アメリカ英語では名前はriverの前に付ける（Hudson River）。

## 文体

### 制限的な関係節と非制限的な関係節におけるthatとwhichの使用
一般に制限的な関係節は（定義節とも統合節とも呼ばれる）関係節により定義される部分集合に対して事実上修飾される名詞句を制限しながら文の意味に限定的な意味を含む一方で、残りの文の意味を変えないという意味で非制限的な関係節は（非定義節とも追加節とも呼ばれる）追加する内蔵情報である。制限的な関係節の例は「The dog that bit the man was brown」である。非制限的な関係節の例は「The dog, which bit the man, was brown」である。前者では「that bit the man」は述べていることがどの犬なのかを明らかにしている。後者では「which bit the man」は知られている犬に関する追加情報を提供している。制限的な関係節はコンマがないのに対して、非制限的な関係節は主としてコンマで分けられているが、これは広く守られている決まりではない。話す時はこれも抑揚で反映される。書く人は広く非制限節にはwhichを使い制限節を示すにはthatを使う。Thatは稀に散文体で非制限的な関係節を示すのに使われる。Whichとthatは広く制限節を示すのに使われ、1977年の研究ではwhichが出現した75％が制限節であることを報告した。
1926年の現代英語使用辞典でH.W.ファウラーは（ファウラーが「非定義」と呼ぶ）非制限代名詞としてwhichを使い（定義と呼ぶ）制限代名詞としてthatを使うことが好まれていると示唆することで他者に追随したが、この決まりはほとんどの著者や最高の著者が守っていないことも述べた。自分の示唆した使用法がアメリカ英語では一般的であることをほのめかした。ファウラーは自分の求める使用法が特にthatが例えばwhichが前置詞のすぐ後にある場合に（例えば「基本的な単位from whichが構成される」）thatで置き換えられないことを意味する節の最初の言葉でなければならない問題を示していると記している。しかしこれはどうしようもない前置詞を排除するものではない。
ブライアン・ガーナーのようなアメリカの助言者による文体手引き書は、主に文体上の理由によりthatが制限関係節に使われ制限関係節にwhichを使うのは「間違い」としながらwhichは非制限関係節に使うべきだと要求している。現代英語使用辞典の2015年版によると、「イギリス英語では『thatやwhichは制限節で使われることがある』のに対してアメリカ英語ではwhichは『一般に制限節では使わないし実際はthatだけが制限節を導くかも知れない絶対的な規則と解釈されるが』多くのイギリス人は『thatは義務的であると信じている』」。

## 筆記

### 綴り
18世紀前半以前は英語の正書法は標準化されていなかった。有力な辞典が出版されると異なる綴りが目立つようになった。ほとんどの場合アメリカ英語の綴りがノア・ウェブスターのウェブスター辞典（1828年）のものを継承する一方で現在のイギリス英語の綴りはサミュエル・ジョンソンの英語辞典（1755年）のものを継承している。イギリスではある単語のフランス式綴りの方を好んだ人の影響は、決定的となった。多くの場合アメリカ英語の綴りはイギリスの普通の綴りから逸脱していて、一方でしばしば古い形式を保持している。アメリカ英語特有の綴りの多くは、創作されたものではないが、ノア・ウェブスターにより大衆化された。ウェブスターは既に存在する別の綴りを「平易、類似、語源の見地から」選んだ。ウェブスターは20世紀前半に綴り平易化会議を行って英語の綴り字改革を導入しようとしたが、ほとんどは採用されなかった。後にイギリスの綴り変更は現代のアメリカ合衆国の綴りにほとんど影響がなく、逆もまた同様である。

### 句読法

#### 省略形における終止符
省略形の終止符の使用では大西洋を挟んだ違いの傾向がある。この点はAbbreviation § Periods (full stops) and spacesで議論されている。kgやHzのような単位記号は決して句読点を付けない。

#### 丸括弧
イギリス英語で「[]」がsquare bracketと呼ばれ「{}」がcurly bracketと呼ばれる他に「()」はしばしばbracketと言われる。正式なイギリス英語とアメリカ英語で「()」はparentheses（単数形：parenthesis）とであり、「[]」はbracketまたはsquare bracketと呼ばれ、「{}」はcurly bracketまたはbraceと呼べる。名称が異なるにもかかわらずこの記号は両方言で同じ方法で使われている。

#### 引用
イギリス英語とアメリカ英語はコンマやピリオドの配置を含めて好む引用符の形式に違いがある。イギリス英語では「"」と「'」はinverted commaまたはspeech markと言われるのに対してアメリカ英語では「"」と「'」はquotation markと呼ばれる。加えてイギリス英語では直接話法は引用符（'）を使うのが普通なのに対してアメリカ英語では主として二重引用符（"）を使う。

#### 見出しのコンマ
アメリカの新聞では広く見出し用にまた見出しで簡単な言い方としてコンマを使う。例えばワシントン・ポストは「A TRUE CONSERVATIVE: For McCain, Bush Has Both Praise, Advice」という見出しがある。

## 数に関する表現
英語の数字を書いたり話したりする際に多くの違いがあり、billionに対する異なる定義の注目すべき例外があるもののそのほとんどは文体の問題である。
両国には階数に関する異なる慣行がある。アメリカ合衆国で米国慣用単位はメートル法を使う数個の領域を伴う毎日の生活で最も有力である一方で、イギリスではメートル法の混合と帝国単位を使っている。

### 通貨量
一つから二つの主要な通貨単位の領域の通貨量は、しばしば異なって話される。イギリス英語ではこの通貨量はone dollar fifty、one pound eightyと表現されるのに対して、アメリカ英語ではa dollar fiftyまたはa pound eightyと言うことがある。ドルに対する通貨量に関してアメリカ人は2.20ドルに対してtwo-twentyまたはtwo dollars and twenty centsという形で一般に単位を落としたリドルとセントの両方を与える。アメリカ人はtwo dollars twentyとは言わない。一方イギリス英語ではtwo-twentyやtwo pounds twentyは最も一般的である。
a thousand and two hundred dollarsという言い方がアメリカ英語では一般的であるが、イギリス英語の話者は、a thousand and two hundred dollarsよりone thousand two hundred dollarsと言う方が一般的である。イギリス英語で「and」はhundred（one thousand, two hundred and thirty dollars）の後に来る。アメリカ英語で良く使われる twelve hundred dollarsという言葉は、頻繁に100から1900までの正確な倍数のみにイギリスで使われる。イギリス英語の話者は、非常に稀に1900を超える数量に対して100の倍数で表現する（例えばtwenty-three hundredのように）。アメリカ英語では2307をtwenty-three hundred and sevenと言うような大きい奇数の数を言うのは通常ない。
イギリス英語で特にテレビやラジオの広告で整数は個別に通貨量の表現として発音される。例えば完全なthree hundred and ninety-nine poundsが少なくとも広く使われているが、on sale for £399はon sale for three nine nineと表現することがある。アメリカの広告主は、$399と$3.99を区別する文脈と共にほとんど常にon sale for three ninety-nineと言う。イギリス英語で後者の発音はポンドとペンスの価格を含蓄しているので、three ninety-nineは£3.99と理解されることになる。
口語体のイギリス英語でpoundという言葉は時に口語体として同様に複数形に使われる。例えばthree pound fortyとtwenty pound a weekは共にイギリス英語で使われる。円やランドのような通貨は、複数形にならない。このことはa twenty-pound-a-week pay-rise（アメリカ合衆国はraise）に見られるように通常の形容詞的用法に加わるものである。euroはほぼ常に正式な文脈で不変であり続けるべきEU声明にもかかわらず実際は通常の複数形-sを付け、不変の使い方は、公式の通貨であるアイルランドの方が一般的である。
イギリス英語でpenceの代わりにpを使うことが口語体では一般的である。次のそれぞれは平等に正当性がある。正に8 pまたは8 penceと同様に3 pounds 12 p、3 pounds and 12 p、3 pounds 12 pence、3 pounds and 12 penceの如くである。毎日の使用で通貨量はアメリカ英語では数字として（£3.50 = three pounds fifty）簡単に読まれている。
アメリカ英語では小銭についてnickelやdime、quarterのような言葉を使う。イギリス英語では通常の使用法はa 10-pence pieceまたはa 10p pieceあるいは簡単にa 10pを使い、£1未満の硬貨についてはpound coinやtwo-pound coinを使う。イギリス英語には十進法化以前に硬貨の数に関する特定の言葉があった。half crown（2/6）やflorin（2/-）のような嘗ての硬貨名は、十進法化以前の硬貨にとってのbob（1/-）やtanner（6d）のような俗語や砕けた名称と同様に依然年配のイギリス英語話者には打ち解けたものであるが、現代の硬貨には使われない。two-bob bit（2/-）やthrupenny bit（3d）のような古い用語ではbitという言葉は今日のpieceの場合と同様に十進法化以前に一般的な使用法があった。
小切手に関する言葉で通貨量を明白にするためにアメリカ人は（このソリドゥスを使ったり横向きの分離線を使い）three and 24⁄100と書く。普通小切手に既に印字されているのでdollarsという言葉を書かなくて良い。通貨単位が予め印字されていないので小切手にイギリス人はthree pounds and 24 penceやthree pounds ‒ 24、three pounds ‒ 24pと書くことになる。権限のない修正を困難にするためにあらゆるドルやポンドが使える場合でさえ締めの表現があるのは有用である。したがってアメリカ人は3ドルの小切手にthree and 00⁄100やthree and no⁄100と書くことになり（簡単に変えられないために。例えばthree millionのように）、イギリス人はthree pounds onlyと書くことになる。

### 日付
日付は普通短い（数字）形式で異なって書かれる。例えば2000年のクリスマスは、25/12/2000や25.12.2000、12/25/2000の形式が現在Y2K以前に行われていたよりも普及しているが、イギリスでは25/12/00または25.12.00でアメリカ合衆国では12/25/00である。稀に曖昧な表現を避け英数字順を編年順に起きさせることを求めるプログラマーや科学者などに一般的なISO 8601の2000-12-25のような形式が使われている。短い形式の日付順の違いは、特に外国の形式を使うソフトウェアや機械を使う際に誤解を招き得る。例えば06/04/05は（アメリカ合衆国の形式で読むなら）2005年6月4日を、（イギリスの形式で見るなら）2005年4月6日を、二桁の年数が認められていた旧式のISO 8601形式であるとするならば2006年4月5日とさえ意味することができる。
イギリスで日付を書くのに番号よりも月の名称を使う場合、最近の標準は（21 Aprilのように）日にちが月の前にある。日にちの前に月があるのは、ほとんど例外なく決まってアメリカ合衆国の形式であり、20世紀後半までイギリスで一般的なものであった。イギリスの使い方は、普通は（21から21stのように）整数から序数に日にちを変える。話し言葉では「of」と「the」が「the 21st of April」のようにイギリスで使われる。書き言葉では「the」や「of」のような言葉は普通（21st Aprilのように）落とされることがありまた落とされる。アメリカ合衆国では「April 21st」と言うことになり、この形式は依然イギリスでは一般的である。数個あるアメリカ英語の例外の一つは、アメリカ合衆国の独立記念日を短く言った「the Fourth of July」がある。アメリカ合衆国軍ではイギリスの形式が使われるが、この日はニューイングランド英語や南部アメリカ英語の話しこの地域出身で他に住む人々の中では基本として読み、公式の場合でさえこの形式が一般的である。
次の「A week today」や「a week tomorrow」、「a week (on) Tuesday」、「Tuesday week」のような句はイギリスでは一般的であるがアメリカ合衆国では一般に知られていないし、これは全て将来に向けた一週間以上の日を指している。「A fortnight Friday」と「Friday fortnight」は二週間後の来る金曜日の日を指している。「A week on Tuesday」と「a fortnight on Friday」はいずれかが文脈により過去の日（「it's a week on Tuesday, you need to get another one」）または未来を（「see you a week on Tuesday」）指す場合がある。アメリカ合衆国では標準の構文は「a week from today」、「a week from tomorrow」などである。イギリス英語の話者はアメリカ英語が「last Thursday」の方を好む場面で「Thursday last」や「Thursday gone」とも言う場合がある。「not until Thursday next」が翌週のことを指すことになる一方でイギリス英語の「I'll see you (on) Thursday coming」や「let's meet this coming Thursday」は今週これから行われる会合を指している。イギリス英語では2週間後を表す「Thursday after next」や「week after next」という言葉や2週間前を表す「Thursday before last」や「week before last」という言葉が広く使われているが、2週間以上経っていない場合を指す場合やtomorrow todayや yesterdayという言葉を使う場合は、イギリス英語では「5 weeks on Tuesday」や「2 weeks yesterday」と言うことになる。

### 時間
24時制（18:00や18.00、1800）はイギリスとヨーロッパで多くの場合航空や鉄道、バスの時刻表などの利用で標準のものと看做されていて、主にアメリカ合衆国では軍事や警察、航空産業、医療以外では使わない。その結果多くのアメリカ人は、24時制を軍隊時間と呼ぶ。コロン（:）を使うアメリカ英語に対して、イギリス英語のスタイルガイドには時間を語る際にフルストップ（.）を使うよう求める場合がある（例：アメリカ英語の11:15 PM/pm/p.m.や23:15とイギリス英語の11.15 pmや23.15）。通常大西洋の両側で軍事（時に警察や航空産業、医療）で0800と1800はそれぞれ（oh/zero）eight hundredやeighteen hundredと読む。イギリスでさえ同じ場合に2000と2100、2200、2300を読む場合はhundredがtwenty、twenty-one、twenty-two、twenty-threeに続く。
15分後の時間は、イギリスの言い方ではquarter pastと、アメリカの言い方ではa quarter afterまたは余り一般的ではないがa quarter pastと呼ばれている。15分前の時間は、普通イギリスの言い方ではquarter toと、アメリカの言い方ではa quarter ofまたはa quarter to、a quarter 'tilと呼ばれ、a quarter 'tilまたはa quarter tillが主にアパラチア地域で使われる一方で、a quarter toはアメリカ合衆国北部の一部と関係がある。30分後の時間は、広くイギリス英語とアメリカ英語の両方でhalf pastと呼ばれ、half afterはアメリカ英語の方で広く使われている。非公式のイギリスの話し言葉では前置詞は時に除外され、その為に5:30はhalf fiveと言われることがあり、この構文は全体としてアメリカ合衆国の話者には外国のものであり、half fiveを5:30よりも（5:00まで半分の）4:30と解釈する可能性がある。top of the hourやbottom of the hourというアメリカ英語の構文は、イギリス英語では使わない。eleven fortyのような形式は、両方の方言で一般的である。簡単かつ直接に時間を告げる場合は、前後に15分や30分に関連する言葉は使わず、それよりもまさしく例えばnine fifteenやten forty-fiveと言う。

### スポーツにおける勝率
スポーツ統計ではホッケーやアイスホッケーとサッカーの勝率やセーブ率にとっての統計のようなパーセンテージは、ほとんど常にアメリカ英語で小数点3桁で表現され、通常(0).500やfive hundredのように全部の数字として読み上げ、したがって「games/matches over five hundred」という語句はイギリス英語でも表現されるが本当のパーセンテージとして100％になるまでに整数を掛けて50%または「fifty per cent」なり「games/matches over 50% or 50 per cent」と表現する。しかし「games/matches over 50% or 50 percent」はバラバラであるにもかかわらずバレーボールのヒット率のようにアメリカ英語でも使われる。
小数点形式でスポーツ統計の所謂パーセンテージを表すアメリカの方式は、野球の打率と共に始まり、イギリス生まれの統計学者にして歴史家のヘンリー・チャドウィックにより開発された。

## 人口統計
1996年にクリスチャン・サイエンス・モニターにより引用された言語学者ブラジ・カチュルは「アメリカ英語はイギリス英語より早く広まっている」と述べた。クリスチャン・サイエンス・モニターはラテンアメリカで教えられる英語はアメリカの影響の方を受けている一方でヨーロッパとイギリス連邦で教えられる英語はイギリスの影響の方を受けていると述べたが、教室以外で使うほとんどの英語は、アメリカ合衆国に影響されている。アメリカの人口はイギリスの人口を大きく上回っていて、さらに1993年現在アメリカ合衆国は世界のテレビ番組の75％を開発した。BBCのコラムニストは2015年に「好むと好まざるとに関わらずアメリカ英語は現在地球規模で最も有力な勢力である」と評価した。